# قيوطيل
القَيُّوطِيل هو نوع من الشجيرة المزهرة أو الأشجار الصغيرة في العائلة النبقية. مهدها جنوب وغرب تكساس في الولايات المتحدة والمكسيك. تحتوي بذور وأوراق هذا النبات على العديد من المواد مثل quinones eleutherin و 7-methoxyeleutherin  و chrysophanol و β-amyrin في الثمار السامة للإنسان والماشية.  تسبب السموم عادة الشلل الذي يتبعه الموت في كثير من الأحيان. ومع ذلك يغلب يستغرق ظهور الأعراض أيامًا أو حتى أسابيع بعد الاستهلاك. 